# Dylan Pereira
Dylan Pereira (né le 10 juin 1997 à Luxembourg) est un pilote de course automobile de nationalité luxembourgeoise et portugaise. Il participe, aux mains de voitures de Grand tourisme à dans des championnats tels que le Championnat du monde d'endurance. Il est sportif d'élite de l'Armée depuis 2018.

## Palmarès

### Résultats aux24 Heures du Mans
| Année | Écurie   | Copilotes                | Voiture                  | Classe   | Tours | Pos. | Class Pos. |
| ----- | -------- | ------------------------ | ------------------------ | -------- | ----- | ---- | ---------- |
| 2018  | TF Sport | Ben Keating Felipe Fraga | Aston Martin Vantage AMR | LMGTE Am | 339   | 26e  | 2e         |

### Résultats enChampionnat du monde d'endurance
| Année     | Écurie         | Châssis                  | Moteur                         | Classe   | 1     | 2     | 3      | 4     | 5     | 6        | 7   | 8     | Position | Points |
| --------- | -------------- | ------------------------ | ------------------------------ | -------- | ----- | ----- | ------ | ----- | ----- | -------- | --- | ----- | -------- | ------ |
| 2019-2020 | Team Project 1 | Porsche 911 RSR          | Aston Martin 4,0 L V8 Bi-Turbo | LMGTE Am | SIL   | FUJ   | SHA    | BAH   | CAM   | SPA      | LMS | BAH 6 | 39e      | 1      |
| 2021      | TF Sport       | Aston Martin Vantage AMR | Aston Martin 4,0 L V8 Bi-Turbo | LMGTE Am | SPA 2 | POR 7 | MNZ 12 | LMS 2 | BHR 1 | BHR Abd. |     |       | 2e       | 90.5   |